# Torre Mas dels Canonges
La Torre Mas dels Canonges és una obra de Tarragona inclosa a l'Inventari del Patrimoni Arquitectònic de Catalunya.

## Descripció
Es troba a la sortida de Tarragona en direcció a València, l'autovia a Salou, i a uns 2 km., passades les línies del ferrocarril, cal desviar-se a mà esquerra per l'accés al Complex Educatiu de Tarragona. El Mas es troba just al costat de l'accés als terrenys del Centre, a l'esquerra.

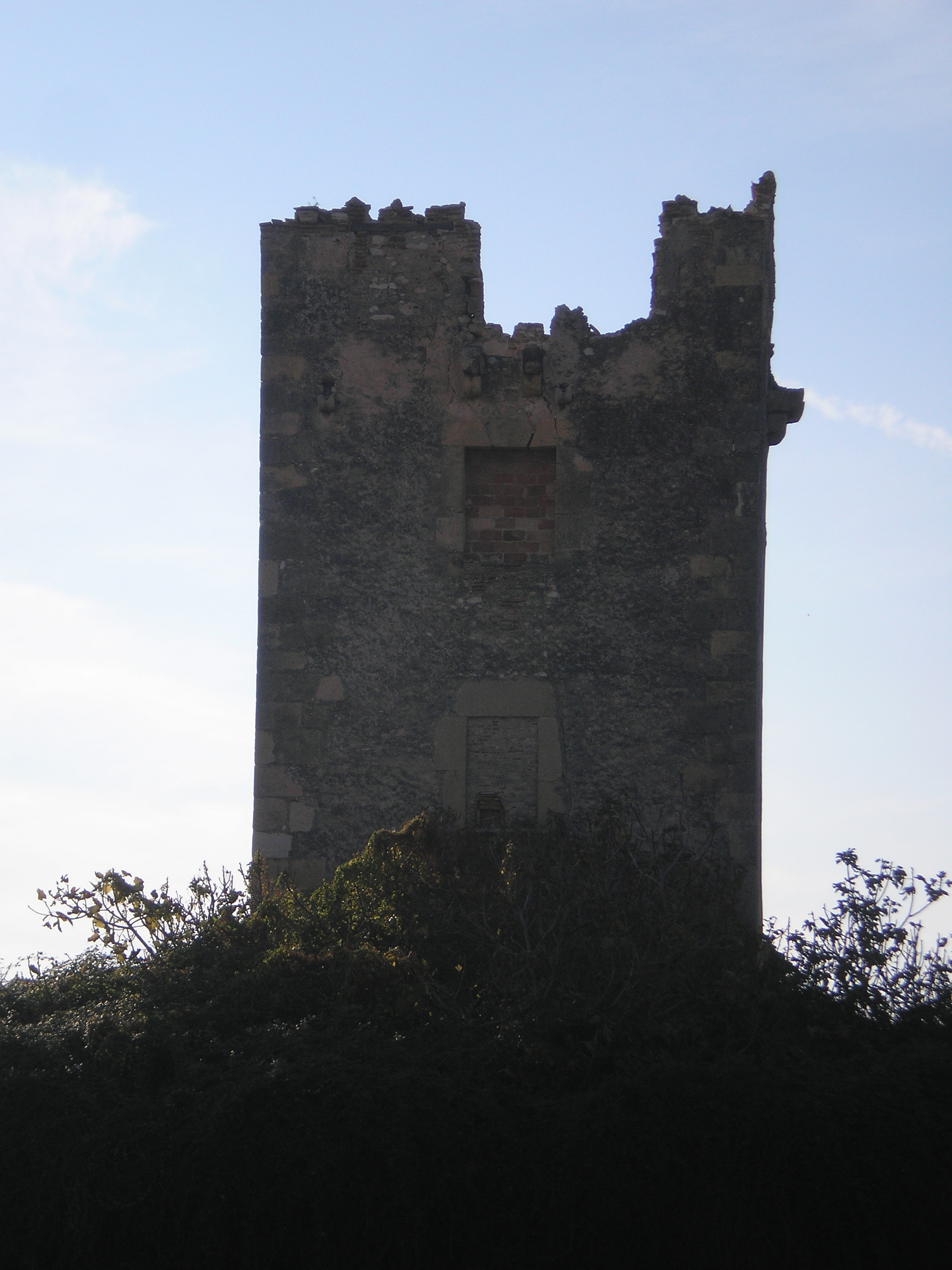
Detall de la torre

El conjunt edificat es compon de tres cossos que defineixen un pati central que disposa de dos accessos. En el pati s'hi troba un pou i una bassa. El cos de llevant conté la capella, dos corrals i un dels accessos. L'edificació de la cara nord està ben conservada. Es tracta d'una gran nau rectangular, de 18 per 14 m., en dues alçades i dos annexos, adossats en diferent època; el forjat és a base de cabirons de fusta i revoltons; la coberta descansa sobre encavallades també de fusta. Aquesta nau principal no pot datar-se anteriorment al segle xviii.
El cos de migdia consta de dues parts clarament diferenciables: les ruïnes i la torre.
Les ruïnes corresponen a una edificació de dues plantes que devien constituir la part residencial antiga. Actualment tan sols en resten les parets la major part de les quals estan derruïdes.
La torre és de planta rectangular i amb quatre alçades, si bé l'última d'aquestes era un terrat que fou cobert posteriorment. El sostre de la planta baixa d'aquesta torre és una volta de mig punt que conserva les marques de l'encofrat de canyes; els sostres de les altres plantes, per contra són a base de cabirons de fusta i revoltons en molt mal estat i enfonsats en part.
Exteriorment, les arestes de la torre són fetes amb carreus de pedra de tipus Mèdol. S'observen també carreus encoixinats. Es conserven perfectament els matacans (un a cada façana), les espitlleres de la planta baixa i l'entrada a la torre per la planta primera.